# Grand Prix automobile de Sonoma 2000
Navigation
Édition précédente Édition suivante
Le Grand Prix de Sonoma 2000, disputé sur le 23 juillet 2000 sur le circuit de Sonoma est la cinquième manche de l'American Le Mans Series 2000.

## Course

### Classement de la course
Classement final de la course (vainqueurs de catégorie en gras), :
| Pos.   | Catégorie | N° | Écurie                              | Pilotes                                | Châssis                        | Pneus | Tours/Abandon |
| Pos.   | Catégorie | N° | Écurie                              | Pilotes                                | Moteur                         | Pneus | Tours/Abandon |
| ------ | --------- | -- | ----------------------------------- | -------------------------------------- | ------------------------------ | ----- | ------------- |
| 1      | LMP       | 77 | Audi Sport North America            | Rinaldo Capello Allan McNish           | Audi R8                        | M     | 114           |
| 1      | LMP       | 77 | Audi Sport North America            | Rinaldo Capello Allan McNish           | Audi 3.6 L Turbo V8            | M     | 114           |
| 2      | LMP       | 78 | Audi Sport North America            | Frank Biela Emanuele Pirro             | Audi R8                        | M     | 113           |
| 2      | LMP       | 78 | Audi Sport North America            | Frank Biela Emanuele Pirro             | Audi 3.6 L Turbo V8            | M     | 113           |
| 3      | LMP       | 42 | BMW Motorsport Schnitzer Motorsport | Jörg Müller JJ Lehto                   | BMW V12 LMR                    | M     | 111           |
| 3      | LMP       | 42 | BMW Motorsport Schnitzer Motorsport | Jörg Müller JJ Lehto                   | BMW S70 6.0 L V12              | M     | 111           |
| 4      | LMP       | 43 | BMW Motorsport Schnitzer Motorsport | Jean-Marc Gounon Bill Auberlen         | BMW V12 LMR                    | M     | 111           |
| 4      | LMP       | 43 | BMW Motorsport Schnitzer Motorsport | Jean-Marc Gounon Bill Auberlen         | BMW S70 6.0 L V12              | M     | 111           |
| 5      | LMP       | 1  | Panoz Motor Sports                  | David Brabham Jan Magnussen            | Panoz LMP-1 Roadster-S         | M     | 106           |
| 5      | LMP       | 1  | Panoz Motor Sports                  | David Brabham Jan Magnussen            | Élan 6L8 6.0 L V8              | M     | 106           |
| 6      | LMP       | 37 | Intersport Racing                   | Jon Field Rick Sutherland              | Lola B2K/10                    | G     | 102           |
| 6      | LMP       | 37 | Intersport Racing                   | Jon Field Rick Sutherland              | Judd GV4 4.0 L V10             | G     | 102           |
| 7      | LMP       | 36 | Johansson-Matthews Racing           | Stefan Johansson Guy Smith             | Reynard 2KQ-LM                 | Y     | 101           |
| 7      | LMP       | 36 | Johansson-Matthews Racing           | Stefan Johansson Guy Smith             | Judd GV4 4.0 L V10             | Y     | 101           |
| 8      | GTS       | 92 | Viper Team Oreca                    | David Donohue Tommy Archer             | Dodge Viper GTS-R              | M     | 101           |
| 8      | GTS       | 92 | Viper Team Oreca                    | David Donohue Tommy Archer             | Dodge 8.0 L V10                | M     | 101           |
| 9      | GTS       | 91 | Viper Team Oreca                    | Olivier Beretta Karl Wendlinger        | Dodge Viper GTS-R              | M     | 101           |
| 9      | GTS       | 91 | Viper Team Oreca                    | Olivier Beretta Karl Wendlinger        | Dodge 8.0 L V10                | M     | 101           |
| 10     | GT        | 5  | Dick Barbour Racing                 | Dirk Müller Lucas Luhr                 | Porsche 911 GT3-R              | M     | 99            |
| 10     | GT        | 5  | Dick Barbour Racing                 | Dirk Müller Lucas Luhr                 | Porsche 3.6 L Flat-6           | M     | 99            |
| 11     | GT        | 51 | Dick Barbour Racing                 | Sascha Maassen Bob Wollek              | Porsche 911 GT3-R              | M     | 99            |
| 11     | GT        | 51 | Dick Barbour Racing                 | Sascha Maassen Bob Wollek              | Porsche 3.6 L Flat-6           | M     | 99            |
| 12     | GT        | 6  | Prototype Technology Group          | Johannes van Overbeek Peter Cunningham | BMW M3                         | Y     | 98            |
| 12     | GT        | 6  | Prototype Technology Group          | Johannes van Overbeek Peter Cunningham | BMW 3.2 L I6                   | Y     | 98            |
| 13     | GT        | 23 | Alex Job Racing                     | Randy Pobst Bruno Lambert              | Porsche 911 GT3-R              | M     | 98            |
| 13     | GT        | 23 | Alex Job Racing                     | Randy Pobst Bruno Lambert              | Porsche 3.6 L Flat-6           | M     | 98            |
| 14     | GTS       | 08 | Roock Motorsport North America      | Zak Brown Vic Rice                     | Porsche 911 GT2                | Y     | 97            |
| 14     | GTS       | 08 | Roock Motorsport North America      | Zak Brown Vic Rice                     | Porsche 3.8 L Turbo Flat-6     | Y     | 97            |
| 15     | GT        | 21 | MCR/Aspen Knolls                    | Shane Lewis Cort Wagner                | Porsche 911 GT3-R              | P     | 96            |
| 15     | GT        | 21 | MCR/Aspen Knolls                    | Shane Lewis Cort Wagner                | Porsche 3.6 L Flat-6           | P     | 96            |
| 16     | GT        | 22 | Alex Job Racing                     | Mike Fitzgerald Robert Nagel           | Porsche 911 GT3-R              | M     | 96            |
| 16     | GT        | 22 | Alex Job Racing                     | Mike Fitzgerald Robert Nagel           | Porsche 3.6 L Flat-6           | M     | 96            |
| 17     | GT        | 30 | White Lightning Racing              | Gunnar Jeannette Mike Petersen         | Porsche 911 GT3-R              | M     | 92            |
| 17     | GT        | 30 | White Lightning Racing              | Gunnar Jeannette Mike Petersen         | Porsche 3.6 L Flat-6           | M     | 92            |
| 18     | GT        | 67 | The Racer's Group                   | Steve Ariana Jennifer Tumminelli       | Porsche 911 GT3-R              | P     | 76            |
| 18     | GT        | 67 | The Racer's Group                   | Steve Ariana Jennifer Tumminelli       | Porsche 3.6 L Flat-6           | P     | 76            |
| 19 DNF | GT        | 52 | Seikel Motorsport                   | Tony Burgess Stefano Buttiero          | Porsche 911 GT3-R              | D     | 71            |
| 19 DNF | GT        | 52 | Seikel Motorsport                   | Tony Burgess Stefano Buttiero          | Porsche 3.6 L Flat-6           | D     | 71            |
| 20 DNF | LMP       | 2  | Panoz Motor Sports                  | Johnny O'Connell Hiroki Katou          | Panoz LMP-1 Roadster-S         | M     | 67            |
| 20 DNF | LMP       | 2  | Panoz Motor Sports                  | Johnny O'Connell Hiroki Katou          | Élan 6L8 6.0 L V8              | M     | 67            |
| 21 DNF | LMP       | 38 | Champion Racing                     | Dorsey Schroeder James Weaver          | Lola B2K/10                    | M     | 62            |
| 21 DNF | LMP       | 38 | Champion Racing                     | Dorsey Schroeder James Weaver          | Porsche 3.6 L Turbo Flat-6     | M     | 62            |
| 22 DNF | GT        | 70 | Skea Racing International           | Johnny Mowlem David Murry              | Porsche 911 GT3-R              | P     | 49            |
| 22 DNF | GT        | 70 | Skea Racing International           | Johnny Mowlem David Murry              | Porsche 3.6 L Flat-6           | P     | 49            |
| 23 DNF | GT        | 71 | Skea Racing International           | Rohan Skea Doc Bundy                   | Porsche 911 GT3-R              | P     | 38            |
| 23 DNF | GT        | 71 | Skea Racing International           | Rohan Skea Doc Bundy                   | Porsche 3.6L Flat-6            | P     | 38            |
| 24 DNF | LMP       | 24 | Johansson-Matthews Racing           | Jim Matthews Mark Simo                 | Reynard 2KQ-LM                 | Y     | 22            |
| 24 DNF | LMP       | 24 | Johansson-Matthews Racing           | Jim Matthews Mark Simo                 | Judd GV4 4.0 L V10             | Y     | 22            |
| 25 DNF | LMP       | 0  | Team Rafanelli SRL                  | Mimmo Schiattarella Didier de Radiguès | Lola B2K/10                    | M     | 21            |
| 25 DNF | LMP       | 0  | Team Rafanelli SRL                  | Mimmo Schiattarella Didier de Radiguès | Judd (Rafanelli) GV4 4.0 L V10 | M     | 21            |
| 26 DNF | GT        | 10 | Prototype Technology Group          | Brian Cunningham Niclas Jönsson        | BMW M3                         | Y     | 20            |
| 26 DNF | GT        | 10 | Prototype Technology Group          | Brian Cunningham Niclas Jönsson        | BMW 3.2 L I6                   | Y     | 20            |
| 27 DNF | GT        | 66 | The Racer's Group                   | Kevin Buckler Rick Knoop               | Porsche 911 GT3-R              | P     | 7             |
| 27 DNF | GT        | 66 | The Racer's Group                   | Kevin Buckler Rick Knoop               | Porsche 3.6 L Flat-6           | P     | 7             |
| 28 DNF | GT        | 69 | Kyser Racing                        | Greg Doff Joe Foster                   | Porsche 911 GT3-R              | P     | 4             |
| 28 DNF | GT        | 69 | Kyser Racing                        | Greg Doff Joe Foster                   | Porsche 3.6 L Flat-6           | P     | 4             |
| DSQ†   | GT        | 7  | Prototype Technology Group          | Boris Said Hans-Joachim Stuck          | BMW M3                         | Y     | 100           |
| DSQ†   | GT        | 7  | Prototype Technology Group          | Boris Said Hans-Joachim Stuck          | BMW 3.2 L I6                   | Y     | 100           |